# Division de Roche
Pour les articles homonymes, voir Division (homonymie) et Roche (homonymie).
« Division de Pioneer » redirige ici. Pour les autres significations, voir Pioneer.

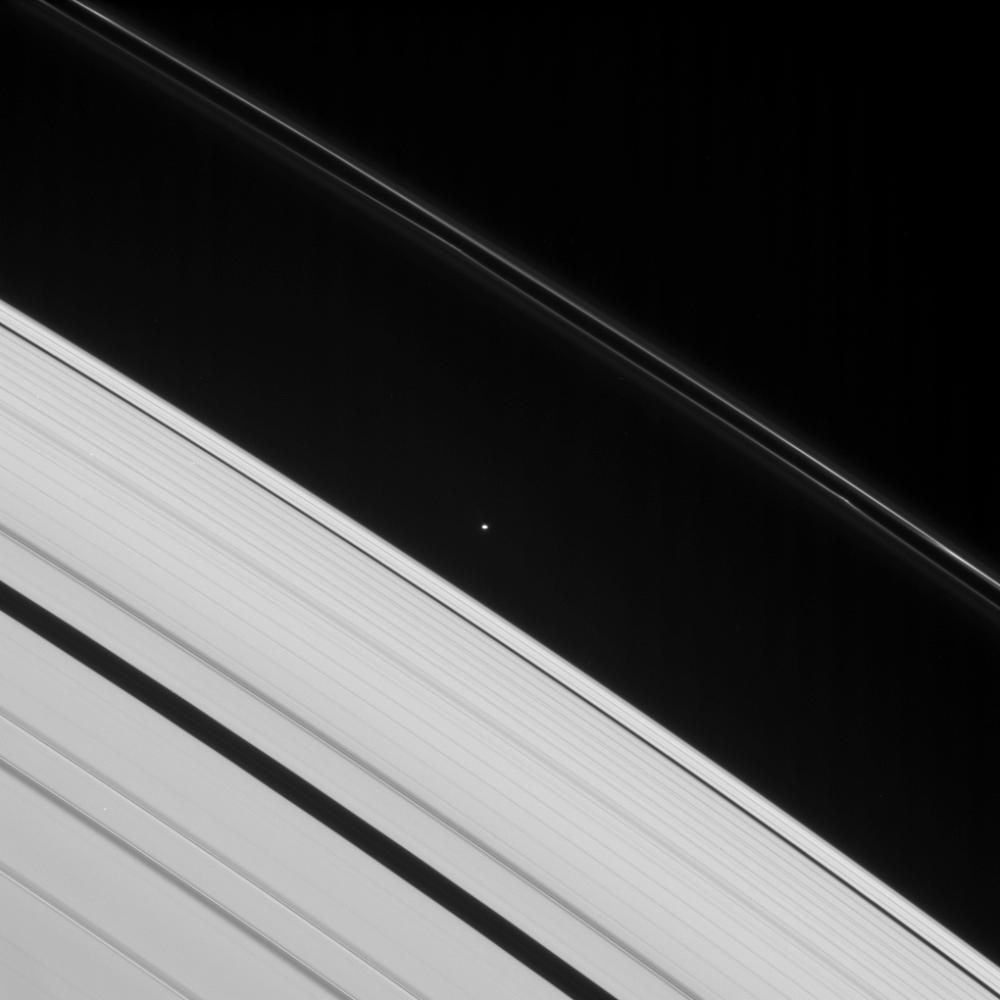
La lune Atlas (point), en orbite dans la division de Roche (zone sombre).

En astronomie, la division de Roche (en anglais : Roche division) est l'espace qui sépare les anneaux A et F de la planète Saturne.

## Caractéristiques
La division de Roche est une couronne dont le rayon intérieur est à environ 136 770 kilomètres du centre de Saturne et le rayon extérieur est à environ 139 380 kilomètres du centre de la géante gazeuse. Il s'étend ainsi sur environ 2 610 kilomètres.
Atlas et Prométhée, deux des lunes de Saturne, orbitent dans la division de Roche.

## Dénomination
La division de Roche est ainsi dénommée, depuis décembre 2007, en l'honneur de l'astronome et mathématicien français Édouard Roche (1820-1883) bien qu'il ne l'ait ni découverte ni observée et qu'elle soit à l'intérieur de la limite de Roche de Saturne.

## Découverte
La division de Roche a été observée pour la première fois par la sonde spatiale américaine Pioneer 11. Sa découverte a été annoncée le 25 octobre 1979 par un télégramme de l'Union astronomique internationale (IAU). Elle a été confirmée par la parution, le 25 janvier 1980, de plusieurs publications dans la revue scientifique Science,.